# St. Ursen
St. Ursen (französisch Saint-Ours; senslerdeutsch Santùrsche; Freiburger Patois Chin t'Ouaⓘ) ist eine politische Gemeinde im Sensebezirk des Kantons Freiburg in der Schweiz. Bis 1848 hiess St. Ursen offiziell Enet-dem-Bach-Schrot.

## Geographie

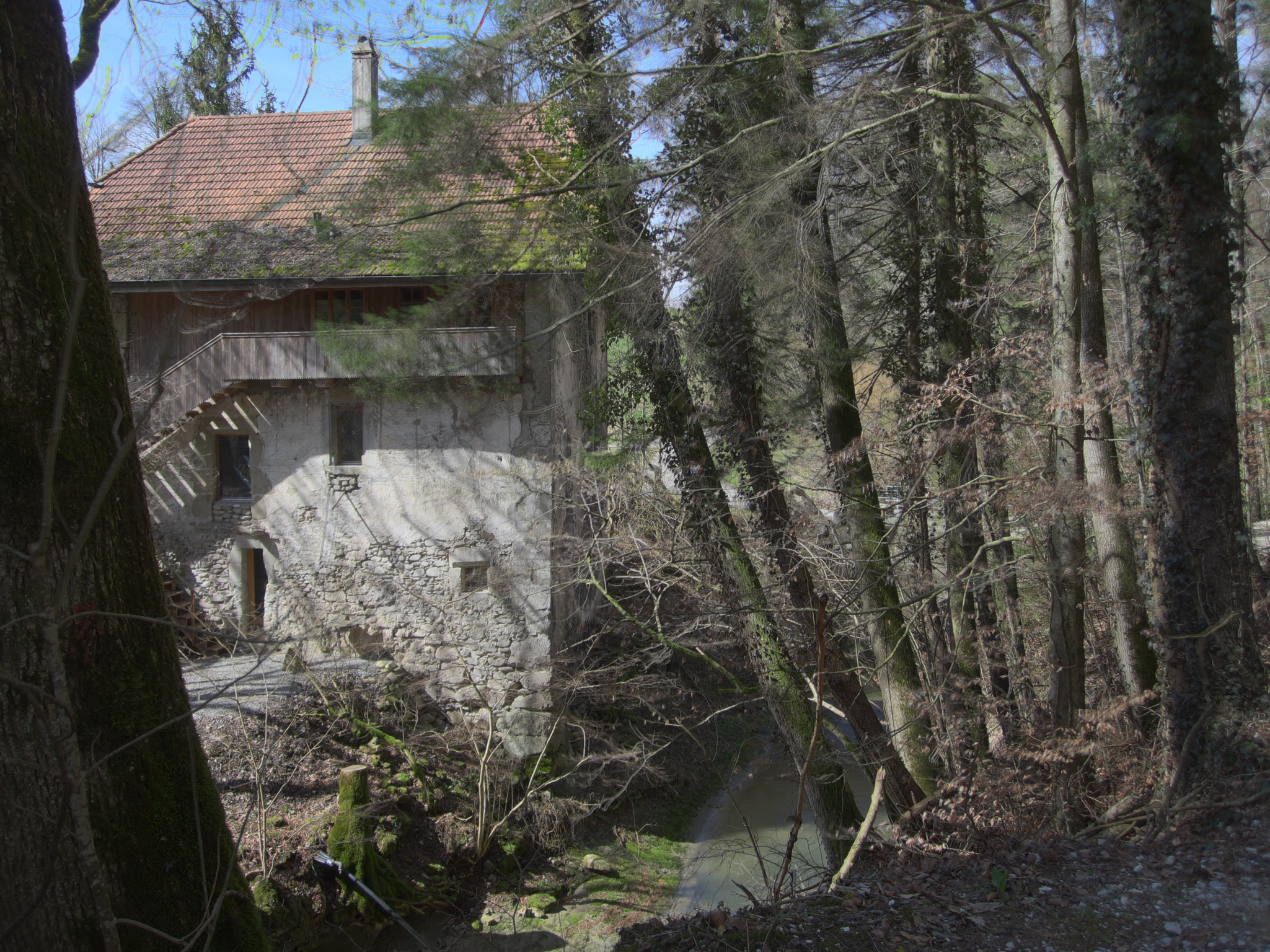
Altes Mühlengebäude am Galterenbach

St. Ursen liegt auf 713 m ü. M., 5 km ostsüdöstlich der Kantonshauptstadt Freiburg (Luftlinie). Die Streusiedlungsgemeinde erstreckt sich auf einem Hochplateau südlich der Galtera (Galterenbach), am Rand des Schwandmooses (Moorniederung), im voralpinen Hügelland des östlichen Freiburger Mittellandes.
Die Fläche des 15,7 km² grossen Gemeindegebiets umfasst einen Abschnitt des Hügellandes am Fuss der Freiburger Alpen. Das Gebiet wird im Norden und Osten durch den Flusslauf der Galtera begrenzt. Von der Talniederung des Galterenbaches erstreckt sich der Gemeindeboden südwärts in die hügelige Landschaft, unter anderem mit Stöckholz (785 m ü. M.) und Hubel (803 m ü. M.), und erreicht auf dem Rameholz nordöstlich der Höhe von Rechthalten mit 890 m ü. M. den höchsten Punkt von St. Ursen. Südlich dieser Höhe gehört auch ein Teil des Naturschutzgebietes Rotmoos zur Gemeinde.
Der westliche Gemeindeteil wird durch den Fromattbach (im Unterlauf Tasbergbach genannt) zur Galtera entwässert. Unterhalb der Einmündung des Tasbergbaches schneidet sich letztere immer tiefer in die Molasseschichten ein und bildet den Galterengraben, der von bis zu 150 m hohen mit Sandsteinfelsen durchzogenen Steilhängen flankiert ist. Das Molasseplateau, das im Norden vom Galteragraben und im Osten vom Tasbergbach eingefasst wird, gipfelt in den Höhen von Tannholz (718 m ü. M.), Brünisberg (753 m ü. M.) und Le Croquelet (767 m ü. M.). Im äussersten Westen grenzt das Gemeindegebiet bei Bourguillon an den Stadtrand von Freiburg. Von der Gemeindefläche entfielen 1997 5 % auf Siedlungen, 18 % auf Wald und Gehölze, 76 % auf Landwirtschaft, und etwas weniger als 1 % war unproduktives Land.
St. Ursen besteht neben dem eigentlichen Dorf aus einer Reihe von Weilern und Hofsiedlungen. Von Westen nach Osten sind dies:
- Römerswil, 700 m ü. M., auf dem Plateau südlich des Galterengrabens
- Brünisberg, 735 m ü. M., am Osthang des gleichnamigen Wiesenhügels südlich des Galterengrabens
- Hattenberg, 656 m ü. M., auf dem Plateau direkt über dem Steilabfall zum Galterengraben
- Balterswil, 665 m ü. M., westlich des Tasbergbaches
- Christlisberg, 710 m ü. M., westlich der Talniederung des Fromattbaches
- Tasberg, 666 m ü. M., am Tasbergbach
- Obertasberg, 690 m ü. M., auf dem Hügel zwischen Tasbergbach und Schwandbach
- Engertswil, 691 m ü. M., auf dem Plateau nördlich von St. Ursen
- Etiwil, 764 m ü. M., südlich des Stöckholzes
- Struss, 775 m ü. M., in einer Mulde östlich des Hubels
- Wolperwil, 743 m ü. M., auf einem Plateau südlich des Galteratals
- Mediwil, 740 m ü. M., südlich des Tals der Galtera
- Baletswil
- Äschlenberg, 764 m ü. M., auf einem Plateau südlich des Galteratals
- Geretach, 763 m ü. M., im oberen Galteratal

Daneben gehören noch zahlreiche Einzelhöfe zu St. Ursen. Nachbargemeinden von St. Ursen sind Tafers, Brünisried, Rechthalten, Tentlingen, Pierrafortscha und Freiburg.

## Bevölkerung
Mit 1441 Einwohnern (Stand 31. Dezember 2023) gehört St. Ursen zu den mittelgrossen Gemeinden des Kantons Freiburg. Von den Bewohnern sind 89,9 % deutschsprachig, 8,9 % französischsprachig, und 0,5 % sprechen Portugiesisch (Stand 2000). Die Bevölkerungszahl von St. Ursen belief sich 1900 auf 982 Einwohner. Im Verlauf des 20. Jahrhunderts pendelte die Bevölkerungszahl im Bereich zwischen 1020 und 1140 Personen. Seit 1980 (1003 Einwohner) wurde ein leichtes aber kontinuierliches Bevölkerungswachstum verzeichnet.

## Wirtschaft
St. Ursen war bis in die zweite Hälfte des 20. Jahrhunderts ein vorwiegend durch die Landwirtschaft geprägtes Dorf. An der Galtera und am Tasbergbach wurden früher Mühlen betrieben. Noch heute haben die Milchwirtschaft und die Viehzucht sowie der Ackerbau einen wichtigen Stellenwert in der Erwerbsstruktur der Bevölkerung. Weitere Arbeitsplätze sind im lokalen Kleingewerbe und im Dienstleistungssektor vorhanden. St. Ursen hat heute noch drei Käsereigenossenschaften. Im Weiteren sind in der Gemeinde Betriebe der Holzverarbeitung, des Baugewerbes, des Metallbaus und der Elektro- und Energiebranche vertreten. Auf dem Gemeindegebiet befinden sich mehrere Kies- und Sandgruben. In den letzten Jahrzehnten hat sich das Dorf auch zu einer Wohngemeinde entwickelt. Viele Erwerbstätige sind deshalb Wegpendler, die hauptsächlich in der Region Freiburg arbeiten.

## Verkehr
Die Gemeinde ist verkehrsmässig recht gut erschlossen. Sie liegt an einer Verbindungsstrasse von Tafers nach Rechthalten. Durch die Buslinie Nr. 127 der Freiburgischen Verkehrsbetriebe (Transports publics fribourgeois, TPF), die von Freiburg via Rechthalten nach Plaffeien führt, sowie der Linie Nr. 124, die Düdingen mit Freiburg verbindet, ist St. Ursen an das Netz des öffentlichen Verkehrs angebunden.

## Geschichte

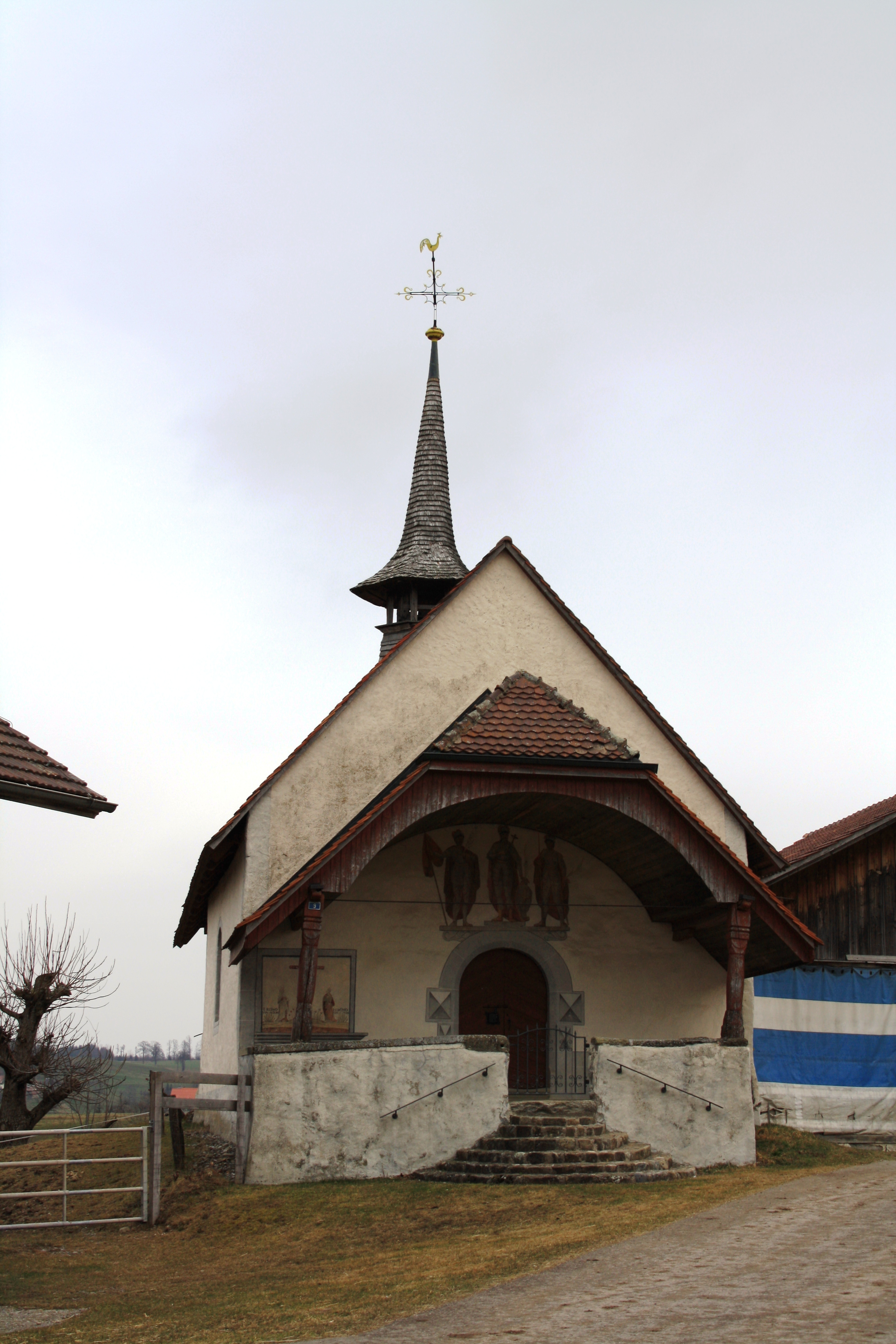
St. Ursus-Kapelle

Seit dem Mittelalter war das Gebiet des heutigen St. Ursen Teil der Pfarrei Tafers und gehörte ab dem 15. Jahrhundert zur Alten Landschaft von Freiburg (Burgpanner). Es hiess Enet-dem-Bach-Schrot und bezeichnete damit das von Tafers aus gesehen jenseits ("enet") des Galterenbaches gelegene Gebiet. Dieses bestand aus zahlreichen Hofsiedlungen ohne eigentliches Zentrum. Nach dem Zusammenbruch des Ancien Régime (1798) gehörte das Gebiet während der Helvetik und der darauf folgenden Zeit zum Distrikt Freiburg, ab 1831 zum deutschsprachigen Bezirk Freiburg, bevor es 1848 mit der neuen Kantonsverfassung in den damals neu geschaffenen Sensebezirk eingegliedert wurde.
Erst 1831 wurde Enet-dem-Bach-Schrot mit der Abtrennung von Tafers eine eigene politische Gemeinde und Pfarrei. Als Pfarrkirche diente die Sankt-Ursus-Kapelle im Weiler St. Ursen, der etwa in der Mitte der neuen Gemeinde lag. 1848 wurde die Gemeinde in St. Ursen umbenannt. In der Folge entwickelte sich der ehemalige Weiler zusammen mit dem benachbarten Engertswil zum Zentrum der Gemeinde.

## Sehenswürdigkeiten
Die Sankt-Ursus-Kapelle wurde um 1539 erbaut und 1988 letztmals umfassend restauriert. Sie besitzt eine dekorative Innenausmalung von 1606. Die neue Pfarrkirche Sankt Urs wurde 1898 im Stil des Klassizismus erbaut und 1933–1934 vergrössert. Der alte Ortskern von St. Ursen weist verschiedene stattliche Bauernhäuser aus dem 17. bis 19. Jahrhundert auf.
Auch die Weiler der Gemeinde kennzeichnen sich durch charakteristische Bauernhäuser mit hölzernen Speichern, Kapellen und Herrensitzen (Sommersitze von alteingesessenen Freiburger Stadtfamilien, darunter Von der Weid, Diesbach, Weck und Gottrau). Besonders erwähnenswert sind dabei das Schloss Hattenberg, das 1679 erbaut wurde, mit der Sankt-Anna-Kapelle; der Weiler Römerswil mit der Philippuskapelle und einem Herrensitz, der in der Zeit von 1689 bis 1722 errichtet wurde; das Schloss in Balterswil; die Ulrichskapelle in Tasberg und die Heiligkreuzkapelle von 1768 in Christlisberg.

## Persönlichkeiten
- Olivier Curty, Schweizer Politiker (CVP)
- Hugo Fasel, ehemaliger Nationalrat
- Jo Vonlanthen, Autorennfahrer
- Rico Weber, Künstler († 8. Oktober 2004)